# Colibri coruscans
Colibri coruscans là một loài chim trong họ Chim ruồi.

## Hình ảnh

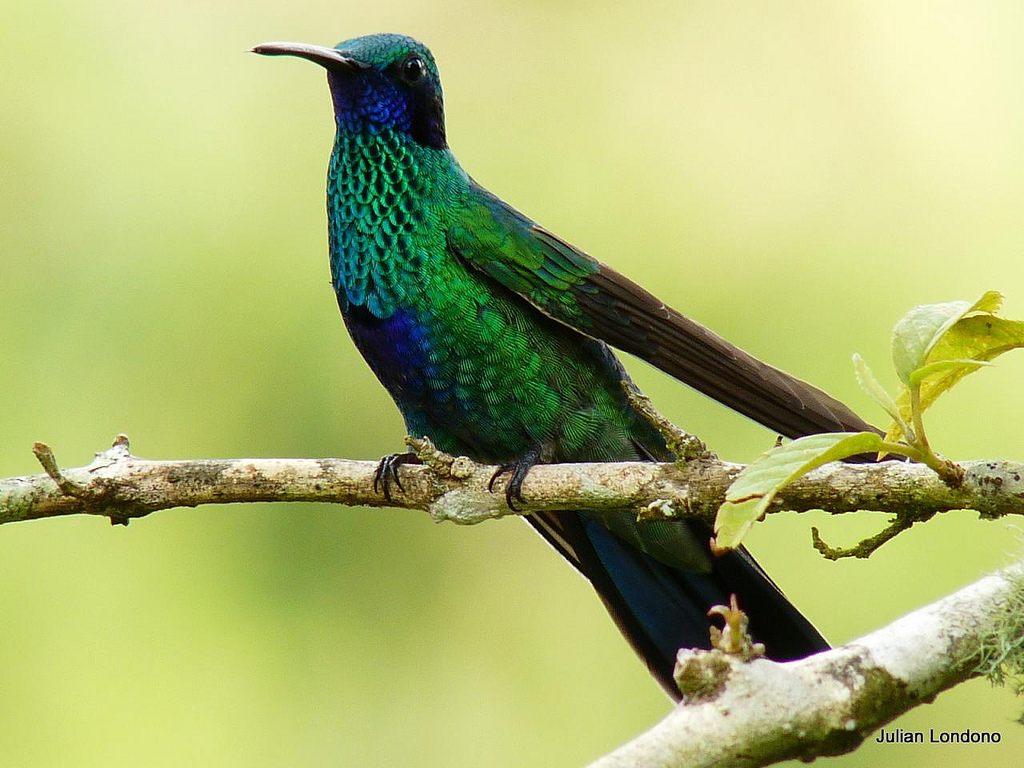
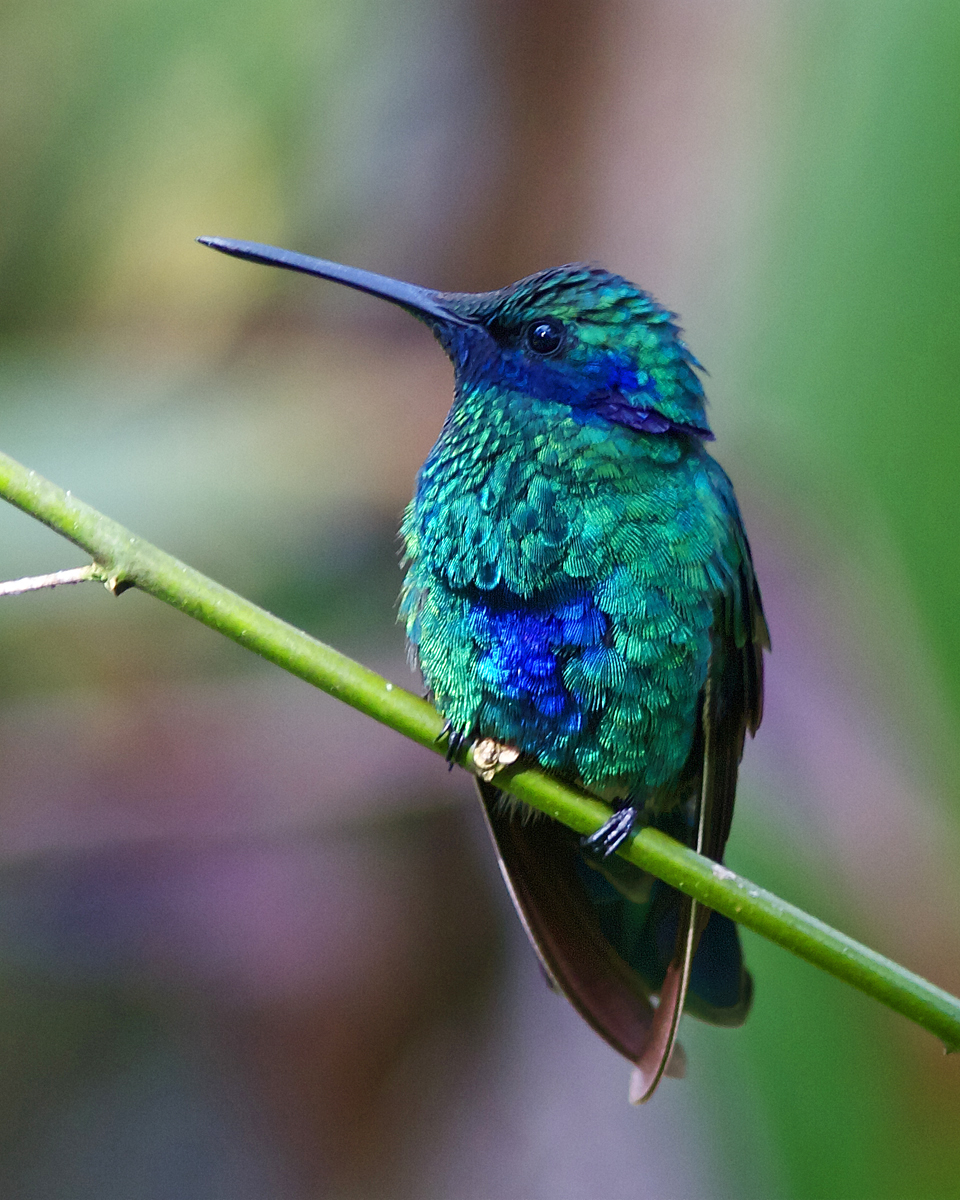
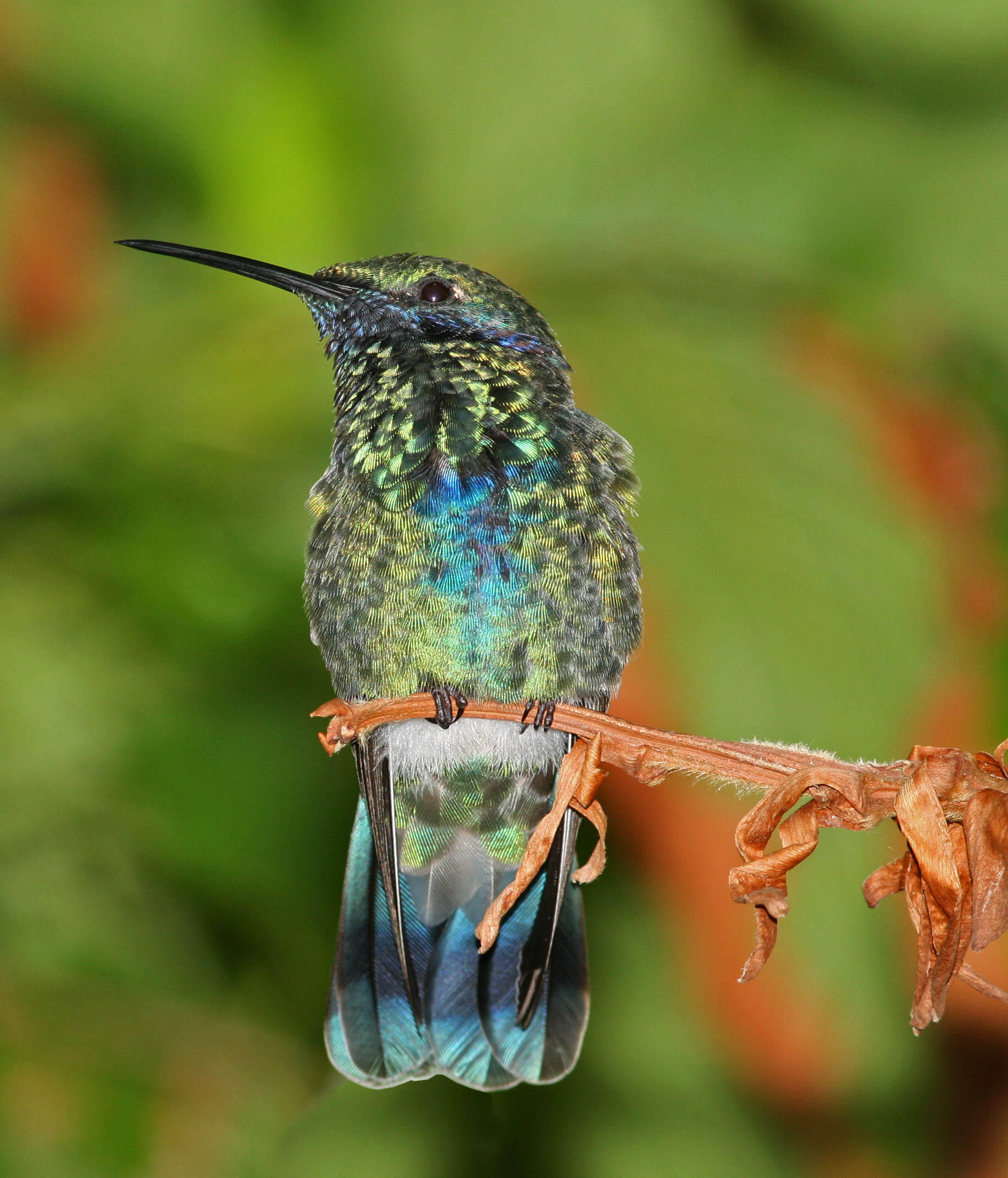